# 金岡又左衛門 (2代)
2代 金岡 又左衛門（かなおか またざえもん、1884年（明治17年）2月10日 - 1957年（昭和32年）11月4日）は、大正から昭和時代の政治家。実業家。薬剤師。貴族院多額納税者議員。幼名は清彦。

## 経歴
富山県出身。稲垣梅太郎の三男として生まれ、1903年（明治36年）金岡又左衛門の養子となる。1906年（明治39年）第四高等学校薬学部卒業。
1917年（大正6年）以降、富山商業会議所議員、同会頭、同米穀取引所理事、同県薬剤師会長、中越無尽社長を歴任した。
1932年（昭和7年）富山県多額納税者として貴族院議員に互選され、同年9月29日に就任し、同成会に所属し1939年（昭和14年）9月28日まで1期務めた。在任中は医薬制度調査会委員を務めた。

## 親族
- 養父：初代金岡又左衛門（実業家、衆議院議員）[3]